# Curtea Permanentă de Justiție Internațională

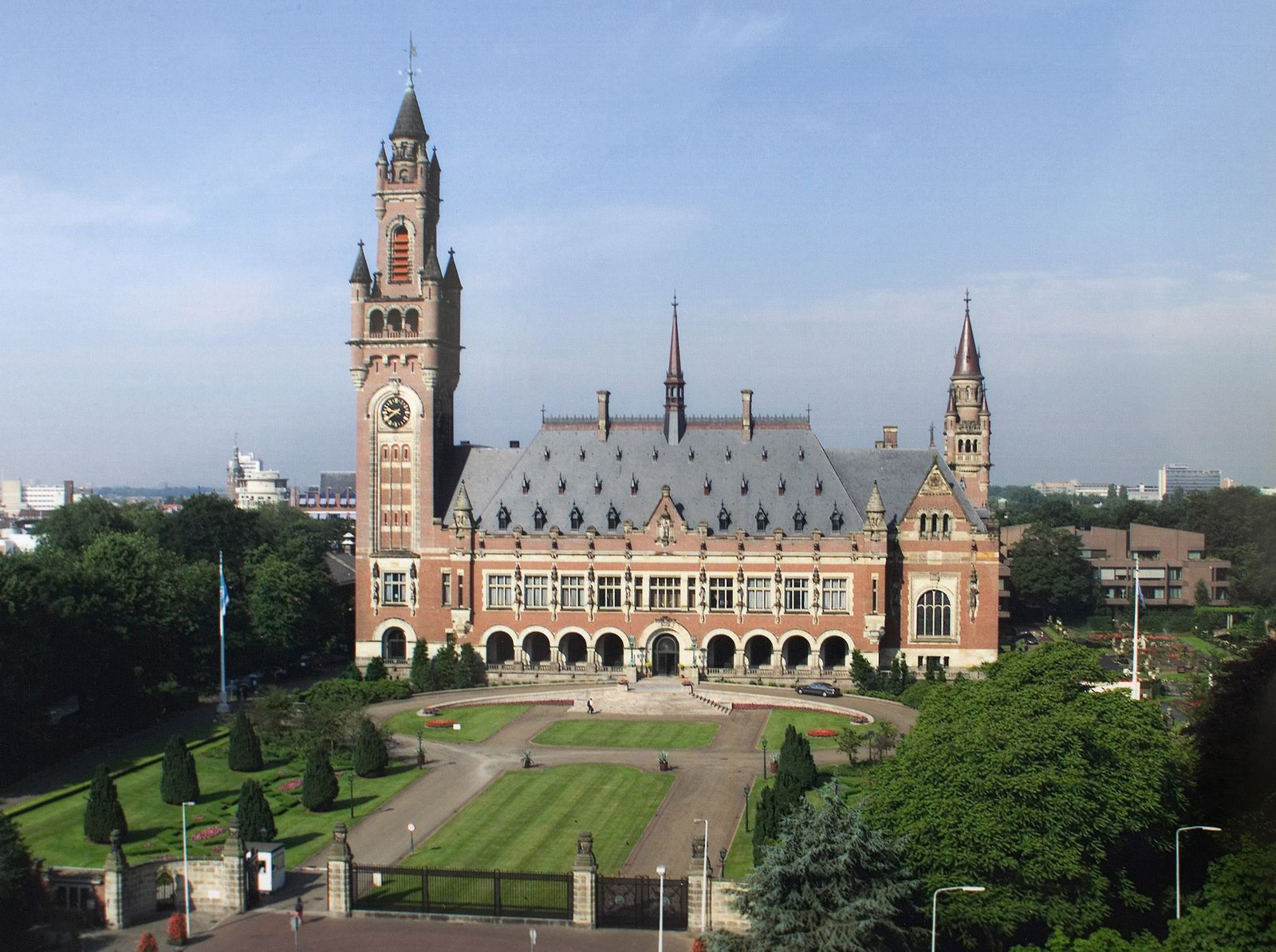
Palatul Păcii de la Haga, Olanda, găzduiește Curtea Permanentă de Justiție Internațională

Curtea Permanentă de Justiție Internațională cunoscută și cu numele de Curtea Mondială, a fost curtea internațională atribuită Societății Națiunilor. Creată în 1920 (cu toate că idea unei curți internaționale era veche de câteva secole), Curtea a fost întâmpinată călduros atât de state cât și academici, iar multe cazuri au fost aduse aici în prima decadă a funcționarii acesteia. Când tensiunea internațională a crescut în anii 1930, se apela tot mai rar la Curte; printr-o rezoluție a Societății Națiunilor pe 18 aprilie 1946, Curtea a încetat să mai existe, fiind înlocuită de Curtea Internațională de Justiție.